# Difetto sostituzionale

Atomo in posizione sostituzionale (in alto) e in posizione interstiziale (in basso).

Un atomo sostituzionale è un particolare difetto cristallino, in cui un atomo va a sostituire la posizione di un atomo di un'altra specie chimica in un reticolo cristallino (o struttura amorfa) ad esso estraneo. Un atomo sostituzionale costituisce un difetto puntuale dei reticoli cristallini.

## Esempio

Atomi sostituzionali di alluminio (in grigio) in un vetro.

Un esempio di materiale con atomi sostituzionali è il vetro, in cui gli atomi di silicio (che assieme agli atomi di ossigeno costituiscono la struttura del vetro) possono essere sostituiti da atomi di altri elementi chimici.